# Vonnis
Een vonnis of uitspraak is een beslissing van een rechter, meer specifiek van een lagere rechter, die verbonden is aan een rechtbank, waaronder in Nederland ook uitspraken van de kantonrechter (verbonden aan de sector kanton van de rechtbank).
Bijbehorende werkwoorden zijn vellen, uitspreken en wijzen.
Er bestaan verschillende soorten vonnissen:
- eindvonnis
- deelvonnis
- tussenvonnis
- akkoordvonnis (België)

In het strafrecht kan de beslissing een vonnis zijn, maar ook ontslag van rechtsvervolging. Een vonnis kan zijn veroordeling tot een straf, vrijspraak, of schuldigverklaring zonder oplegging van straf.
De rechter neemt zijn beslissing na kennisneming van de schriftelijke stukken die beide partijen daartoe hebben ingediend, eventueel na het horen van partijen, getuigen en deskundigen. 
In Nederland mag een burgerlijke rechter bij de beoordeling alleen de feiten mee laten wegen die door de partijen zelf zijn ingebracht. Hij mag geen feiten toevoegen. Wanneer de rechter zelf bepaalde feiten weet die niet door de partijen bij het proces zijn behandeld, mag hij deze kennis niet gebruiken voor het vonnis. Feiten of omstandigheden die algemeen bekend zijn en algemene ervaringsregels mag een rechter wel gebruiken. Dat geldt ook voor feiten die uit openbare bronnen op eenvoudige wijze bekend kunnen worden. 
De grossen van in Nederland gewezen vonnissen kunnen in geheel Nederland ten uitvoer worden gelegd. De voorwaarden hiervoor zijn dat boven aan het vonnis "In naam van de Koning" staat en dat het vonnis is betekend door een gerechtsdeurwaarder.
Sommige soorten beslissing van een rechter worden beschikking genoemd.